# Aja Samešimaová
Aja Samešimaová (japonsky 鮫島 彩, * 16. června 1987 Ucunomija) je japonská fotbalistka.

## Reprezentační kariéra
Za japonskou reprezentaci v letech 2008 až 2019 odehrála 113 reprezentačních utkání. Byla členkou japonské reprezentace i na Mistrovství světa ve fotbale žen 2011, 2015, 2019 a Letních olympijských hrách 2012.

## Statistiky
| Japonsko | Japonsko | Japonsko |
| Roky     | Záp.     | Góly     |
| -------- | -------- | -------- |
| 2008     | 2        | 1        |
| 2009     | 3        | 0        |
| 2010     | 15       | 1        |
| 2011     | 18       | 0        |
| 2012     | 14       | 0        |
| 2013     | 3        | 0        |
| 2014     | 2        | 1        |
| 2015     | 12       | 1        |
| 2016     | 3        | 0        |
| 2017     | 13       | 0        |
| 2018     | 18       | 1        |
| 2019     | 10       | 0        |
| Celkem   | 113      | 5        |

## Úspěchy

### Reprezentační
- Letní olympijské hry:  2012
- Mistrovství světa:  2011;  2015
- Mistrovství Asie:  2018;  2008, 2010